# Izabella Godlewska
Izabella Godlewska de Aranda (ur. 18 grudnia 1931 w Słonimie, zm. 12 czerwca 2018 w Madrycie) – malarka, rzeźbiarka, architekt.

## Życiorys
Córka Józefa Godlewskiego, senatora z Nowogrodczyzny, i Fabianny z Czapskich, prawnuczka Emeryka Hutten-Czapskiego, krewna malarza i pisarza Józefa Czapskiego. Rodzice Godlewskiej poznali się w Mińsku, ślub wzięli w Warszawie w 1920 roku. Od 1926 roku gospodarowali w majątku Synkowicze (obecnie Białoruś) w północno-wschodnich kresach II Rzeczypospolitej. Tam też Izabella Godlewska spędziła dzieciństwo.
W pierwszych dniach września 1939 roku rodzina, uciekając przed Niemcami, dotarła do Wilna. Po zajęciu miasta 19 września przez wojska sowieckie wyruszyła w dalszą podróż: przez Rygę do Szwecji, a następnie przez Belgię do Francji. We Francji Józef Godlewski uczestniczył w tworzeniu obozu dla polskiego wojska w Coëtquidan.
Po klęsce Francji w czerwcu 1940 roku rodzina uciekła do Marsylii, po czym przez Hiszpanię i Portugalię do Wielkiej Brytanii. Tam Józef Godlewski zaciągnął się do wojska, a Fabianna Godlewska prowadziła, z ramienia Polskiego Czerwonego Krzyża i lotnictwa polskiego, dom dla rekonwalescentów wojennych w Craighall koło Blairgowrie w Szkocji. Izabella Godlewska przebywała w szkole z internatem Kilgraston Sacred Heart School w Perthshire, a jedną z koleżanek była Renia Maczkówna, córka generała Stanisława Maczka.
Po wojnie sytuacja rodziny była trudna. Józef Godlewski pracował jako strażnik w muzeum Victoria & Albert Museum w Londynie, współredagował pismo „Lwów i Wilno”. Izabella Godlewska w tym czasie wahała się pomiędzy studiami muzycznymi i malarskimi. Ze względów pragmatycznych wybrała architekturę, którą studiowała w Oxford School of Architecture (dyplom w 1955 roku). Równolegle pobierała lekcje malarstwa u Józefa Pacewicza, malarza dawniej związanego z École de Paris. Po studiach pracowała w biurze architektonicznym Olivera Chestertona w Londynie, projektując m.in. blok mieszkalny w Kadyksie i dom w Mojácar dla Dolly Sanchez Bella.
W 1959 roku wyszła mąż za hiszpańskiego dyplomatę Eduarda Aranda y Carranza i przeprowadziła się do Madrytu. Tam pracowała w biurze architektonicznym Mariano Garrigueza, współpracowała z architektem José Suáresem i poznawała madryckie środowisko artystyczne. Na świat przyszło troje dzieci. W związku ze stanowiskiem męża często zmieniała kraje zamieszkania: Haiti, Włochy, Finlandia, Estonia. Te podróże stanowią istotną inspirację w twórczości artystki. Po śmierci męża w 1993 roku osiedliła się na stałe w Londynie.

## Twórczość
W czasach studenckich koncentrowała się na akwareli – to zainteresowanie trwa całe życie, owocując wieloma krajobrazami, np. widokiem neogotyckiej fasady Muzeum of Natural History o różnych porach roku i dnia.

### Kolejne etapy twórczości
- Pobyt na Haiti – fascynacja lokalną ludnością (17 realistycznych portretów).
- Pobyt w Rzymie i później – cykl panoramicznych widoków miasta powstały około 1967 roku, cykl abstrakcyjnych krajobrazów horyzontalnych, których motywem są pasy, a dominantą czerwień. Wtedy też zaczynają powstawać najbardziej charakterystyczne dla artystki obrazy. Jest to początek cyklu Energia koloru, kontynuowanego przez 30 lat. Są to obrazy o soczystych i kontrastowych barwach powtarzające w różnych wariantach horyzontalne krajobrazy. Wzruszenie naturą, które przeradza się w formy abstrakcyjne, bogactwo barw, harmonię, prawdę widzenia. Równolegle do tego cyklu powstaje inny – liryczny, romantyczny, z przewagą tonów niebieskich, nawiązujące do motywu wody.
- Pobyt w Finlandii i Estonii – abstrakcja o chłodniejszym kolorycie, liniach o łagodnym, falującym charakterze.
- Szwajcaria – Godlewska otwiera w 1990 wystawę Czapskiego w Szwajcarii. Spędza z nim trochę czasu. Zafascynowana jest jego rysunkami.
- Po śmierci męża artystka coraz bardziej interesuje się rzeźbą. Rzeźby Godlewskiej można podzielić na trzy typy. Pierwszy – nawiązujący do tradycji rzeźby hiszpańskiej, tj. dynamiki, ekspresji; drugi – inspirowany surrealizmem i odnoszące się do fascynacji ciałem otwierającym się do wewnątrz; trzeci – typ abstrakcyjny, koncentryczny.

Izabella Godlewska nie należała do żadnej z artystycznych grup, co więcej wymyka się rygorom stylów i kierunków.

Staram się rozumieć abstrakt jako nieskończoność w pojęciu absolutu. Niedoścignionego absolutu, gdzie wyobraźnia łączy się z wizją znanych nam realiów. To wizja natury, krajobrazu, wschodu i zachodu słońca, poświaty księżyca, ostateczna i jedyna prawda, która jest jednocześnie nieskończonością. To swoisty język świata nas otaczającego, który szuka swego własnego wyrazu, by znaleźć drogę do pojednania z przeznaczeniem”.

### Wystawy indywidualne[5]
- 1962 – Instytut Francuski w Port-au-Prince (Haiti);
- 1969 – Galeria 88 w Rzymie;
- 1970 – Galeria Acquavella w Caracas (Wenezuela);
- 1974 – Galeria Skira w Madrycie;
- 1977 – Muzea Sztuki Współczesnej w Bagdadzie, Kairze i Aleksandrii;
- 1979 – Caja de Ahorros w Kadyksie;
- 1980 – Galeria Sen w Madrycie;
- 1990 – Bank Midland w Londynie;
- 1999 – The Air Gallery i Studio Gallery w Londynie;
- 2005 – Muzeum Uniwersyteckie w Toruniu;
- 2006 – Muzeum Narodowe w Krakowie[3].

### Wystawy zbiorowe
- 1973 – wystawa: 70 lat malarstwa hiszpańskiego prezentowana w Madrycie, Londynie, Dublinie i Warszawie (wśród innych autorów był m.in. Salvador Dalí);
- 1980 – wystawa Trayectorias w Neapolu, Atenach, Ankarze, Stambule, Ammanie, Bangkoku, New Delhi i Kanberze.

Jej prace znajdują się w zbiorach Muzeum Uniwersyteckiego w Toruniu, Muzeum im. Emeryka Hutten-Czapskiego w Krakowie oraz w zbiorach prywatnych w Wielkiej Brytanii i Hiszpanii.